# روز دی

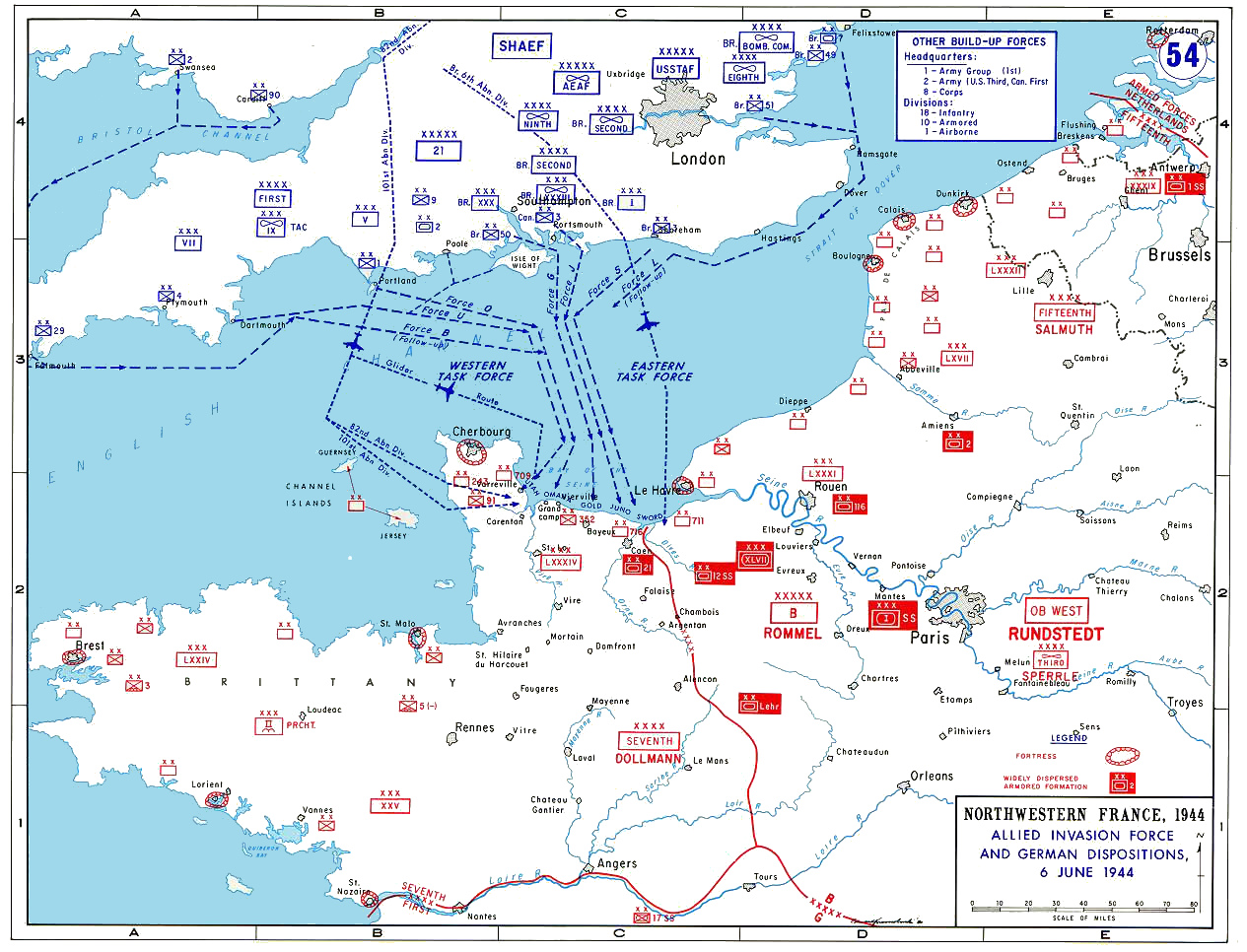
طرح نبرد در نبرد نورماندی، این تهاجم معروف‌ترین روز دی است.

روز دِی (D-Day) در اصطلاحات نظامی آمریکا، به روزی گفته می‌شود که قرار است یک عملیات بزرگ حمله در جنگ آغاز شود. ولی بیشتر از همه یکی از روزهای مشخص در جنگ جهانی دوم به این نام شهرت یافته است. این عملیات جنگی بزرگ‌ترین عملیات آبی-خاکی تاریخ نظامی آمریکا محسوب می‌شود. فرماندهی کل این عملیات برعهده ژنرال دوایت آیزنهاور بود. برنامه‌ریزی برای این عملیات از ماه‌ها قبل و به صورت مخفیانه صورت گرفته‌بود.
نام مستعار عملیات نظامی علیه آلمان "Overlord" بود. سواحل نرماندی نیز هر یک نامی مستعار به خود گرفتند. نیروهایی از ۱۴ کشور جهان مجموعاً با توان ۱۶۰ هزار سرباز در این عملیات شرکت داشتند.

## روز دی در جنگ جهانی دوم
پس از ژوئن ۱۹۴۴ ژنرال آیزنهاور و برنارد مونتگومری برای پیاده شدن در ساحل نرماندی جلساتی تشکیل دادند. تصمیم گرفته شد که نام رمز عملیات را «اورلرد» گذارده و مقرر شد که از ابتدای روز «جی» (یکم ماه ژوئن) از طریق جزیره وایت همه کشتی‌های جنگی در حالی که بالن‌های دفاع هوایی بالای سر آنها است به سمت ساحل نرماندی حرکت کنند. ستاد قوای متفقین که با شرکت وینستون چرچیل تشکیل شده بود مقرر کرد که برای اغفال مدافعان دیوار آتلانتیک، حملات قوای آمریکایی و بریتانیایی بین بندر شربورگ و سواحل منتهی به شهر کان در دو منطقه با نام‌های مستعار «یوتا» و «اوماها» بیشتر باشد. زیرا آلمانی‌ها خیال می‌کردند که قوای مهاجم از منطقه کاله حمله خواهند کرد. نیروهای متفقین در این عملیات دو لنگرگاه پیش‌ساخته به کار بردند. این لنگرگاه‌ها در بریتانیا ساخته شدند و قطعات آن با کشتی به نرماندی آورده و در آنجا مونتاژ شدند تا کشتی‌های باری بتوانند لنگر بگیرند.

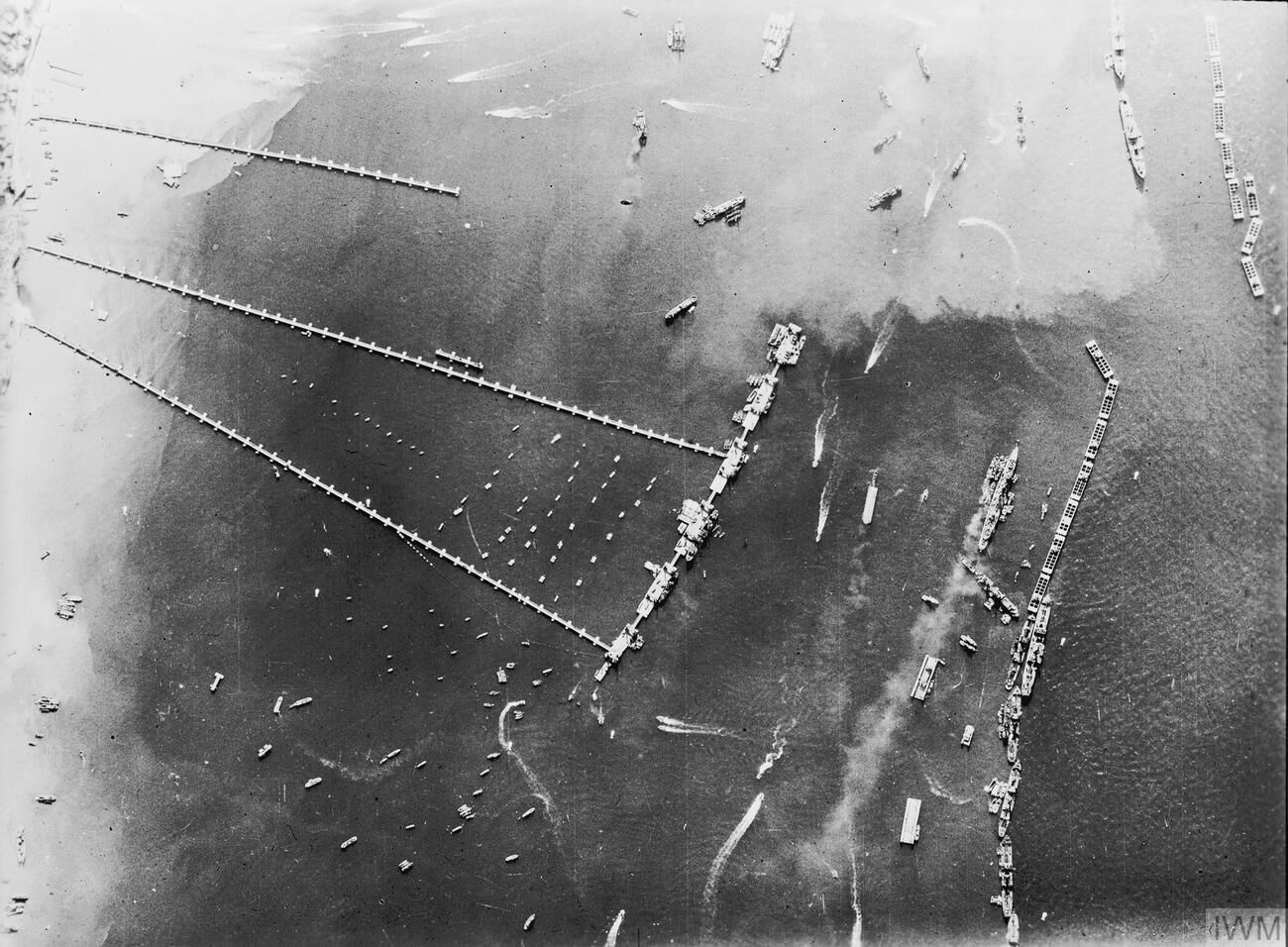
مالبری-بی، یکی از دو لنگرگاه پیش ساخته موسوم به مالبری، کشتیهای قدیمی غرق شده جهت ایجاد موج شکن، لنگرگاه و راه‌های ارتباط با ساحل دیده می‌شوند

قوای مهاجم سرانجام تصمیم گرفتند تهاجم سراسری خود در جبهه نرماندی را در بامداد ۶ ژوئن ۱۹۴۴ که هوا تا حدی مه‌آلود و آلمانی‌ها قدرت دیدشان بر سطح دریا بسیار اندک بود انجام دهند. نخست قرار بود این حمله در ۵ ژوئن آغاز شود. اما به دلیل طوفان و بارندگی شدید حمله با یک روز تأخیر از راه زمین و دریا و هوا آغاز شد. فرماندهی دفاع از دیوار آتلانتیک برعهده دو فیلدمارشال بود. اروین رومل در بخش منتهی به سواحلی که به شهر کان ختم می‌شد و مارشال گرت فن روندشتت در منطقه‌ای که به بندر شربورگ ختم می‌شد دفاع از ساحل فرانسه را برعهده داشت. عملیات هجوم به نرماندی به وسیله ۱۶۰۰۰ فروند هواگرد که ۵۰۰۰ فروند از آن‌ها جنگنده و ۳۵۰۰ فروند از آن‌ها بمب‌افکن سنگین و بقیه از دیگر انواع هواگردها بودند آغاز شد. همچنین ۶۰۰۰ کشتی سربازبر به غیر از تانک‌های شناور، ۱۶۲۱ رزمناو و ناوشکن، و ۱۵۰۰ کشتی اژدرافکن و مین جمع‌کن از بامداد ۶ ژوئن عملیات ضد دیوار آتلانتیک و سپس پیاده‌شدن قوای متفق را آغاز کردند. برای پشتیبانی از این کشتی‌ها هزاران هواگرد و تانک وارد عمل شدند. مواضع آلمان به شدت بمباران شد تا هزاران سرباز بتوانند در این مناطق فرود آیند. چتربازان نخستین سربازانی بودند که در منطقه تحت تصرف دشمن فرود و مواضع حساس نظامی را زیر سلطه خود آوردند.
چرچیل در خاطرات خود می‌نویسد: در مرحله نخست این عملیات که در بامداد ۶ ژوئن انجام شد ۵۲۰۰ تن مواد منفجره به وسیله کشتی‌های متفقین روی آشیانه‌های بتونی ریخته شد و به موازات آن ۱۴۹۰۰ بار پرواز بمب‌افکن‌های سنگین بر فراز دیوار و پشت خطوط تدارکاتی موجود انجام شد. دشمن به حدی غافلگیر شد که نتوانست بیش از یکصد بار پرواز جنگی بر فراز کشتی‌های ما انجام دهد. هواپیماهای آمریکایی در دسته‌های یکصد فروندی، خطوط دفاعی و تدارکاتی آلمان را در فرانسه و خاک اصلی آلمان به صورت مداوم بمباران کردند. به نحوی که خط دفاعی آتلانتیک در چند نقطه دچار شکاف شد و نیروهای آمریکایی و بریتانیایی به پشت دیوار بتونی رخنه کردند. در جریان یکی از این حملات هوایی، اتومبیل رومل مورد حمله هوایی قرار گرفت و زخمی شد؛ ولی به سرعت او را معالجه کردند. به طوری که توانست به اتفاق گرت فون روندشتت به برلین نزد هیتلر برود و از او بخواهد که قوای آلمان قبل از آن که نابود شوند با نظم و به تدریج به طرف رود سن عقب‌نشینی کرده، شاید در نبرد آینده توفیقی به دست آید. هیتلر ضمن رد پیشنهاد رومل گفت: همه سربازان باید سر جای خود بایستند و یک وجب از خاک فرانسه را از دست ندهند؛ ولی بر اثر شکاف در دیوار آتلانتیک روزانه ۲۵۰۰۰ سرباز آمریکایی و بریتانیایی وارد فرانسه شدند. در ۱۹ ژوئن شبه جزیره کوتانتین سقوط کرد. در ۲۷ ژوئن بندرگاه استراتژیک شربورگ به دست متفقین افتاد و در ۹ ژوئن ۱۹۴۴ شهر کان سقوط کرد. با این عمل دیوار آتلانتیک به دست متفقین افتاد. پیاده شدن نیروها در نرماندی و حمله به مواضع آلمان از این جهت موفقیت‌آمیز بود که نیروهای آلمان به هیچ وجه حدس چنین عملیاتی را نمی‌زدند. نیروهای متفقین وانمود کرده بودند که آن‌ها در پی حمله به بندر کاله هستند.
تلفات متفقین در حمله بامداد ۶ ژوئن بسیار زیاد بود. طوریکه چرچیل می‌نویسد در لحظه اول حمله به ساحل نرماندی ده هزار کشته دادیم. هیتلر چون اصرار به مقاومت داشت، گرت فون روندشتت را برکنار و به جای او در ۱ ژوئیه ۱۹۴۴ فیلدمارشال گونتر فون کلوگه را به فرماندهی جبهه غرب انتخاب کرد. حدود ۵۷ هزار نفر از سربازان متفقین در جریان این عملیات کشته شدند. ۱۵۵ هزار سرباز نیز در این عملیات زخمی و ۱۸ هزار سرباز مفقود شدند. شمار کشته شدگان ورماخت حدود ۲۰۰ هزار سرباز بود. نبرد نرماندی اگرچه سرنوشت‌سازترین نبرد در تاریخ جنگ دوم جهانی است، ولی با این حال، جنگ جهانی دوم تا حدود ۱۱ ماه پس از نبرد نرماندی به درازا انجامید.